# Reserva Natural de Khingan
A Reserva Natural de Khingan (em russo: Хинганский заповедник) é uma área protegida na Rússia, localizada no extremo sudeste da região do rio Amur do Extremo Oriente Russo. A reserva abrange dois tipos de habitat: as planícies Arkharinskaya, com abundantes zonas húmidas, e os esporões das montanhas Hinggan. Em particular, a reserva de Khingan foi criada para proteger as estepes e as paisagens. A reserva está situada no distrito Arkharinsky, no Oblast de Amur.

## Topografia
Esta área protegida está dividida em duas secções separadas, uma é composta pelas planícies de Amur-Zeya-Bureya (cerca de 70% da área) e a outra tem colinas baixas e acidentadas na margem esquerda do rio Amur (30% da área). As terras baixas são lagos quaternários e rios de rochas aluviais e sedimentares. A área montanhosa tem uma média de 200-400 metros de altura, sendo que o ponto mais alto (Monte Erakticha) tem 504 metros de altitude.

## Clima e eco-região
O clima de Khingan é o clima continental húmido, onde existe uma alta variação na temperatura, tanto entre o dia e a noite como entre estações, com invernos secos e verões frescos. Janeiro tem uma temperatura média de -27º C e Julho tem uma média de +21º C.

## Flora e Fauna
A vegetação e os animais da reserva de Khingan caracterizam-se por se localizarem de diferentes grupos de florestas, com uma grande variedade de condições de crescimento e microclimas, na intersecção de planícies de pastagem, florestas e zonas húmidas (incluindo pântanos). A secção montanhosa exibe um terreno florestal de folha larga do Extremo Oriente Russo.
Os animais na reserva são uma mistura dos residentes típicos de ambas as florestas da Sibéria Oriental e da região da Manchúria: ungulados grandes (veados, veados vermelhos, javalis selvagens) e moradores da floresta (esquilos, lobos, raposas, ursos e alces). Mais de 290 espécies de aves foram registadas, tanto aquáticas como das florestas.